# ID (Musik)
ID (Kurzform des Wortes Identifikator bzw. englisch "identifier" und Abkürzung für In Development) beschreibt in der Musikwelt ein unbetiteltes, meist gleichzeitig unvollendetes Musikstück. Insbesondere in Titellisten von DJ-Sets aus dem Bereich des EDMs findet die Bezeichnung Verwendung.

## Definition
„ID“ steht für eine Aufnahme oder Produktion, der zu einem Zeitpunkt kein fester Titel zugeteilt wurde oder zu einem Zeitpunkt noch nicht fertig gestellt wurde. Der am häufigsten genannte Kontext ist der, dass sofern in einer Titelliste eines DJ-Sets eine Produktion noch nicht veröffentlicht wurde, der Titel und Interpret durch diese Kürzung ersetzt wird. In dieser Verbindung darf diese Betitelung jedoch nicht mit der Kürzung TBA verwechselt werden, da diese in der Regel bei einem Lied als Platzhalter verwendet wird, um den Titel oder Interpret eines Stücks aus beispielsweise Marketinggründen zurückzuhalten.

## Wortherkunft
In erster Linie wird die Kürzung auf den Begriff Identifikator zurückgeführt, in dessen Verbindung die Begrifflichkeit „ID“ mit einem bestimmten Inhalt (Standardmäßig auf einen Interpretennamen oder einen Musiktitel) in Verbindung steht beziehungsweise auf einen Inhalt zurückführt. Andere Quellen führen die Buchstaben jedoch auf die Wörter in developement (dt. in Entwicklung) zurück, was entsprechend ebenfalls ein unvollständiges Werk beschreibt.

## Etablierung
Am stärksten ist das Kürzel „ID“ in der EDM-Szene verbreitet. Dort stieg die Verwendung dessen insbesondere durch die steigende Popularität von Podcasts beziehungsweise Radio-Shows in den 2010ern, dessen Titelliste meist auch Neuproduktionen der DJs selber enthielt, um Reaktionen und Aussicht auf potenziellen Erfolg dieser zu erhalten. Diese wurden anfangs noch mit „TBA“ angegeben. Da dies in der Regel jedoch mit einer Annullierung der Spur korrelieren würde, etablierte sich immer mehr die Bezeichnung als „ID“. Ebenso wurde es zum Trend Livemitschnitte von DJ-Sets auf verschiedenen Musikplattformen hochzuladen. Auch dort entwickelte sich diese Ausdrucksweise zu einer Normalität. Auch in Memes fand die Bezeichnung Verwendung; so wurde beispielsweise nach Festivals, auf dem die unterschiedlichsten Acts eine Reihe unveröffentlichter Lieder präsentierten Bilder erstellt, auf denen einer der Acts hinter einer Schusswaffe zu sehen ist, dessen Patronen die beiden Buchstaben darstellen.
Mit der Zeit verschwamm die Bezeichnung des titellosen Liedes als „ID“ immer mehr mit dem Fakt, dass ein Lied unveröffentlicht ist. So werden in einem beispielsweise Podcast als „ID“ gekennzeichnete Neuproduktion gleich kategorisiert wie eine betitelte Produktion, die lediglich noch keine Veröffentlichung erfuhr. In dieser Hinsicht verbreiten sich als „Unreleased-IDs“-Videos auf YouTube erfolgreich ganze Kompilationen, in denen sämtliche unveröffentlichte Lieder bekannter Musiker vorgestellt wurden.
Als Schnittstelle mit der TBA-Signierung wird die Bezeichnung jedoch häufig auch von Plattenlabeln verwendet, um die Identität eines Künstlers oder eines Liedtitels vor Veröffentlichung geheim zu halten.

## Trivia
Ein im Jahr 2017 erschienenes Lied von Michael Patrick Kelly feat. Gentleman trägt offiziell die leicht veränderten Bezeichnung iD, was mit der hier behandelten Thematik allerdings nichts zu tun hat.
Boombox Cartels und Flosstradamus’ gemeinsamer Track von 2018 trägt ebenfalls den Namen ID.